# Котлета по-київськи
Котле́та по-ки́ївськи — український різновид котлети у вигляді відбитого курячого філе, у яке загорнуто шматочок холодного вершкового масла. Готова котлета має овальну форму. Обсмажують її у фритюрі, попередньо вмочуючи в збите яйце й панірувальні сухарі. До вершкового масла можна додати тертий сир, гриби, зелень, яєчний жовток та інші складники.
На одному з кінців котлети можна закріпити курячу кісточку, на яку перед подаванням на стіл надягають папільйотку.
Серед її визначальних рис — приготування з цілої курячої грудинки чи шматка телятини, соковите м'ясо, тонке хрустке панірування, рідке запашне масло всередині, яке має витікати під час її розрізання.

## Історія

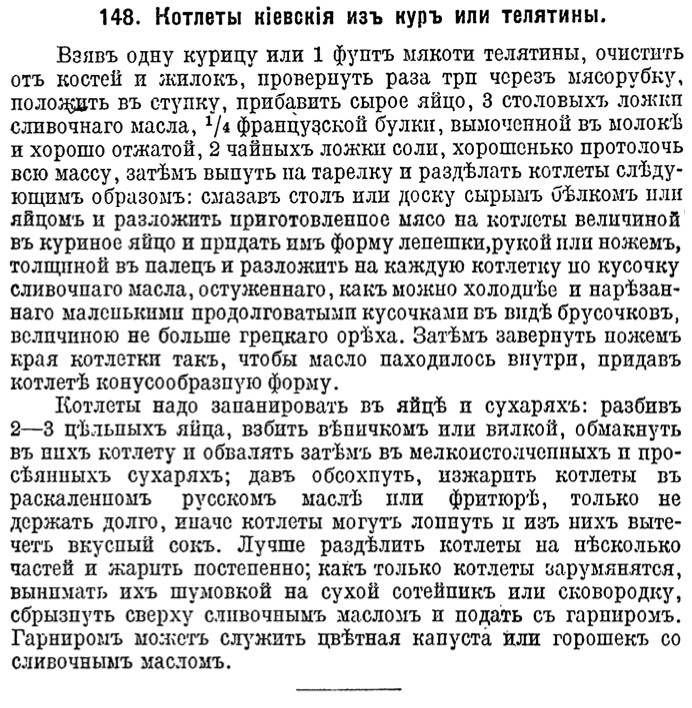
Рецепт «Котлети київські із курок чи телятини», 1915 рік

### Походження
Французька страва з курячого філе, в яке загортають фарш, а потім обвалюють в сухарях та смажать, як котлету, має назву фр. cotelette de volaille (дослівно — «котлета з курки (курячого м'яса)»). Завдяки французьким кухарям наприкінці XIX сторіччя ця страва потрапила до Російської імперії (під владою якої тоді перебував і Київ). З часом місцеві ресторатори почали створювати різні варіанти на основі запозиченого рецепту. 
У київському варіанті фарш замінили вершковим маслом із травами. Це спростило рецепт і водночас додало йому популярності.
Під назвою «київські котлети» страва фігурує вже в 1915 році - в московському «Журналі домогосподинь» був розміщений рецепт «Котлет київських із курки чи телятини», у якому шматочок масла загортають всередину котлети, а саму котлету панірують у яйці та сухарях.
Також в газеті «Chicago Tribune» у 1937 році власник чиказького ресторану «Яр» полковник Володимир Ященко згадує страву під назвою «куряча грудинка, приготована по-київськи». Ященко навчався в Петрограді, служив в російській імператорській армії, приїхав у Чикаго 1926 року.

### «Альтернативні» версії
Вільям Похльобкін стверджував, котлети по-київськи були нібито винайдені в 1912 році в Санкт-Петербурзі й називалися вони «Новомихайлівські котлети», за найменням розташованого поруч Михайлівського палацу.
Проте П. П. Александрова-Ігнатьєва в 1909 р. про походження назви котлет пише так: «Новомихайлівськими ці котлети називаються через те, що вперше були виготовлені у Санкт-Петербурзі в клубі сільських господарів, що на Михайлівській вулиці». Там же пояснюється, як і навіщо в страві використовується кісточка.
Але спосіб приготування Новомихайлівських котлет при цьому, значно відрізнявся від рецепту котлети по-київськи.
За «радянською версією» котлети були створені в 1947 році, коли їх нібито приготували на честь повернення радянської делегації з Парижа після підписання мирних договорів з колишніми сателітами Німеччини. Котлети всім сподобалися і швидко увійшли до ресторанного меню..
Деякі дослідники, однак, стверджують, що відродили рецепт після численних запитів іноземних туристів, які хотіли розсмакувати справжні «котлети по-київськи» на їхній батьківщині. За окупації України більшовиками з'явилися й варіанти страви, не передбачені початковим рецептом. Зокрема й котлети з риби.

## Склад
Для приготування котлет по-київськи необхідно:
- 800 грамів курячого філе;
- 150—200 грамів вершкового масла;
- два яйця;
- панірувальні сухарі;
- 2–3 столові ложки борошна;
- 50 грамів молока;
- зелень;
- сіль, перець на смак;

## Спосіб приготування

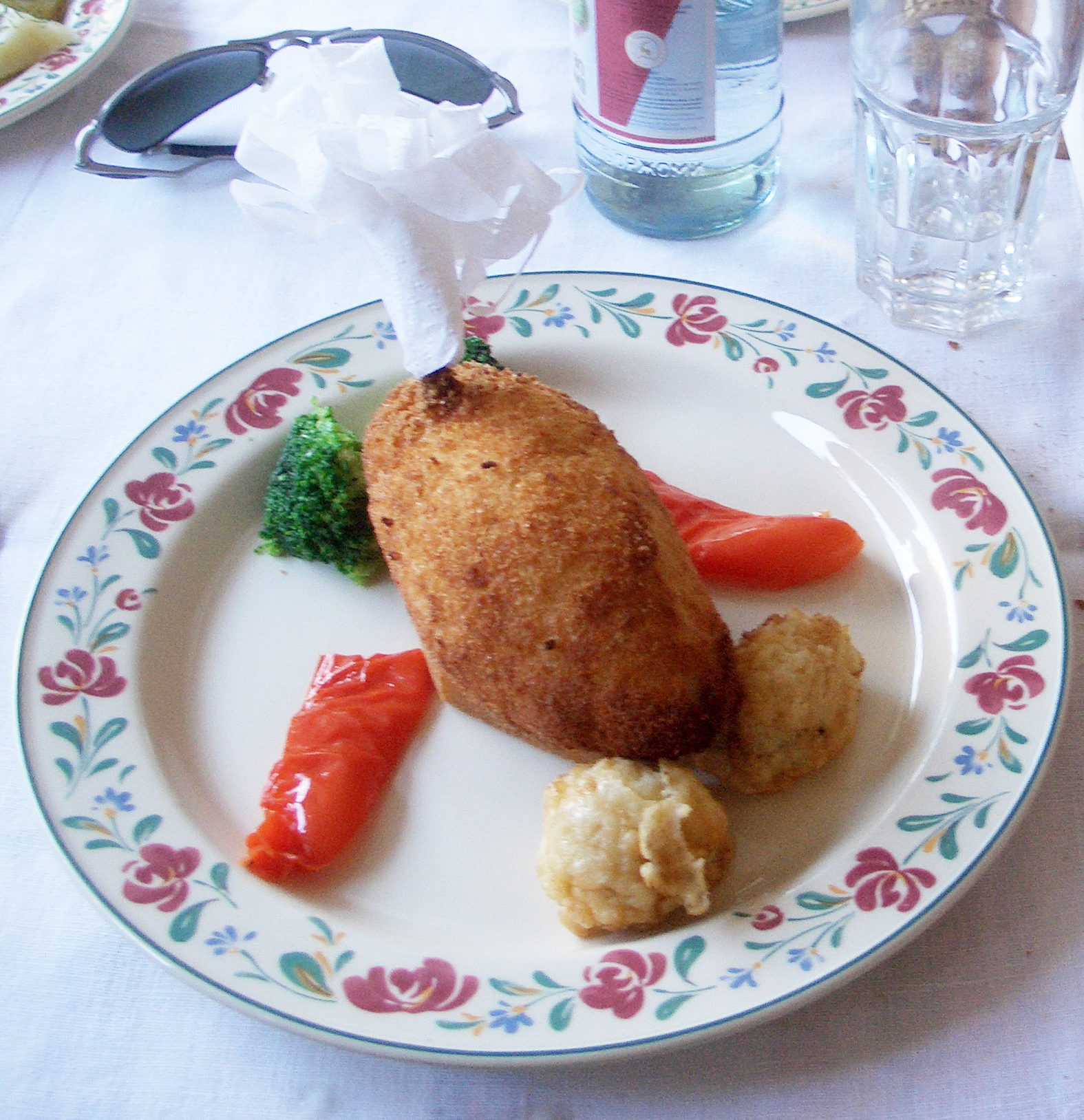
Котлета по-київськи з кісточкою

Приготування котлет починається з підготовки начинки. Для цього м'яке вершкове масло треба розім'яти виделкою, додати дрібно посічену зелень, сіль і чорний перець, все розім'яти та перемішати виделкою до однорідної маси.
Потім за допомогою столової ложки зробити з масла купки у вигляді овалу або шишечки (за кількістю котлет) і покласти на 3–5 хвилин до морозильника. Це робиться для того, щоби під час ліплення котлет, начинка з масла та зелені не розпливлася.
Поки масло із зеленню підморожується, готується куряче філе: очищається від сухожиль і кісточок та ретельно відбивається. Потім в центр відбитого філе кладеться підморожена купочка з масла із зеленню і загортається з усіх боків курячим філе (масло повинно бути щільно обгорнуте м'ясом, не повинно бути видно розривів. Всі розриви необхідно прикрити шматочками філе, інакше начинка при смаженні може витекти. Ліплять котлети, які кладуть на кілька хвилин до морозильника.
Поки наліплені котлети охолоджуються, в невеликій мисочці збивають віничком яйця з молоком.
Підморожені котлети не повинні розвалюватися, але й не мають заморозитися до стану шматка льоду. Вийняті з морозилки котлети посипають перцем і обвалюють у борошні. Потім умочують в молоці з яйцем, а тоді обвалюють в панірувальних сухарях. Потім панірування повторюють ще раз. Це робиться для того, щоб у котлети сформувати хрустку смаковиту скоринку, яка до того ж запобігатиме розпаданню котлети під час смаження.
Обсмажують котлету по-київськи у фритюрі 4–5 хвилин з кожного боку, після чого досмажують у духовці. Запікати котлету по-київськи необхідно безпосередньо перед подаванням на стіл.
Для приготування котлети по-київськи на курячій кісточці кінчик кісточки вкладають всередину під час ліплення котлети, в усьому іншому приготування нічим не відрізняється. Котлета у такому разі виглядає як куряча ніжка.
До начинки, крім масла та зелені, іноді кладуть протертий крізь сито яєчний жовток, сир та інше. Це залежить від варіанту рецепту й уподобань кухаря.

## Цікаві факти
- Промова Джорджа Буша-старшого 1 серпня 1991 року в Києві, в якій він закликав українців залишитись у складі СРСР, увійшла в історію під назвою «Chicken Kyiv» («котлета по-київськи»), оскільки в англійській мові слово «chicken» має переносне значення «боягуз».
- Мініскульптуру «Котлета по-київськи» встановлено в сквері Городецького біля ресторану Chicken Kyiv (вул. Хрещатик, 15/4) в рамках проєкту «Шукай»!. Скульптор Сергій Галенко[7].
- У серпні 2022 року монокафе «Котлета по-київськи» відкрили на Хрещатику в місті Києві.[8]